# Рисоуборочный комбайн

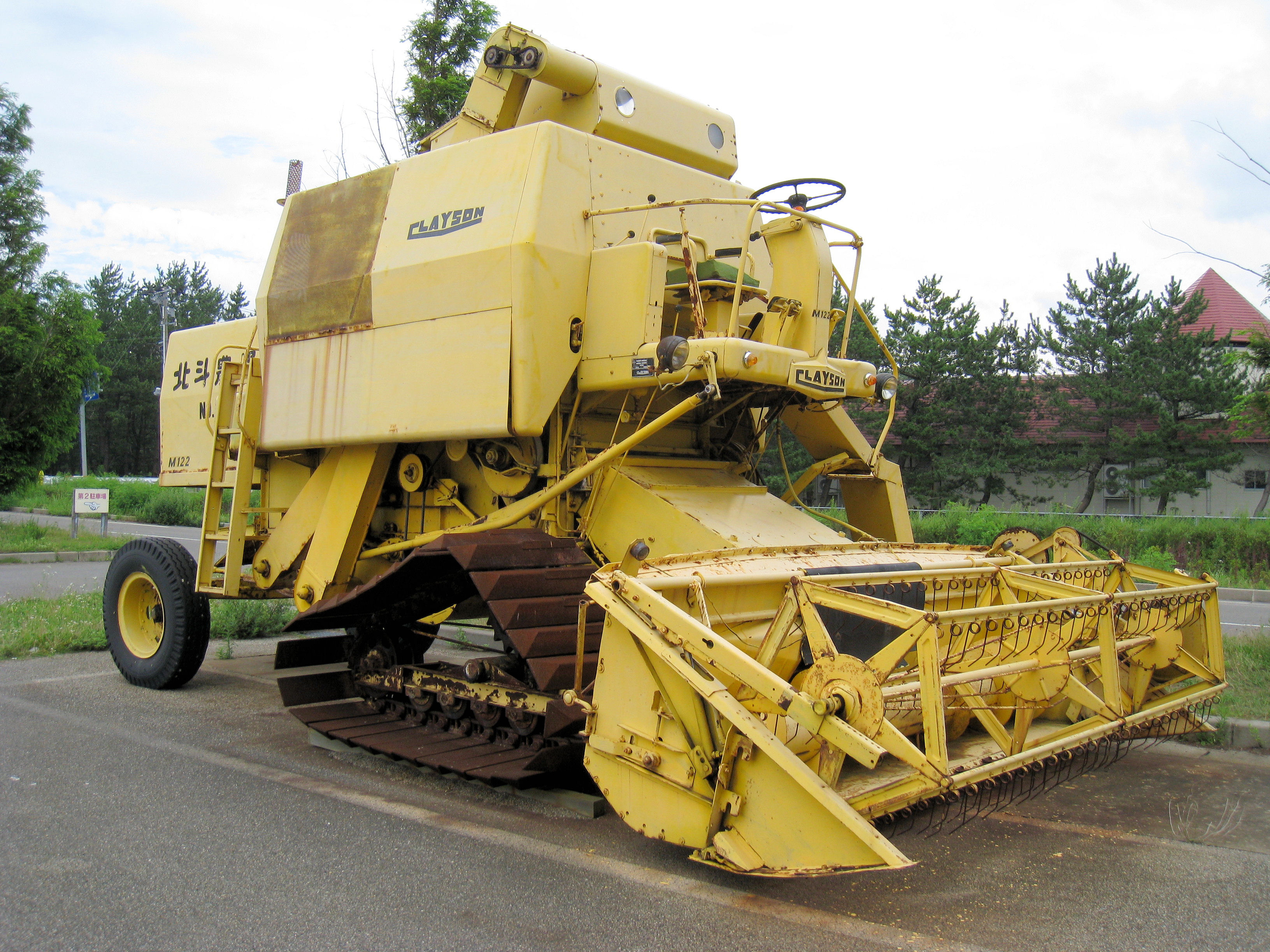
Рисоуборочный комбайн на полугусеничном ходу на базе зерноуборочного комбайна Clayson M122. Конструктивные изменения по сравнению с базовой универсальной машиной минимальны и состоят преимущественно в замене ходовой части

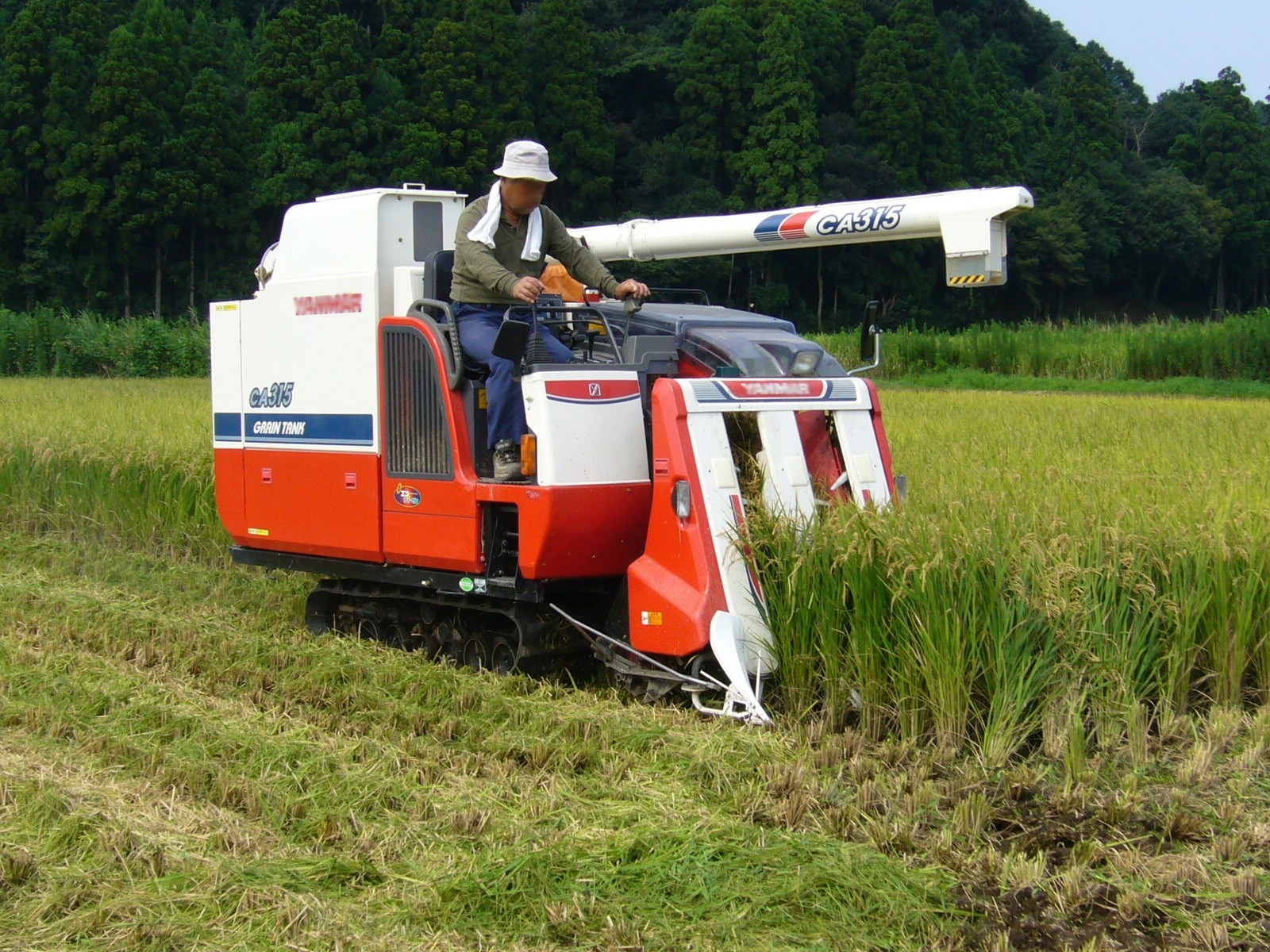
Компактный рисоуборочный комбайн специальной постройки с гусеничным движителем, произведённый фирмой

Рисоуборочный комбайн — тип сельскохозяйственного комбайна, применяемый в рисоводстве. Предназначается для скашивания и обмолота риса, выделения и очистки зерновок с последующим их сбором в бункер, а также сбора соломы в копны. Используется также для уборки других зерновых культур (в том числе зернобобовых), а также культур и семенников трав (прямым комбайнированием или раздельным способом). Характерной чертой всех рисоуборочных комбайнов является полугусеничный или гусеничный движитель.

## Особенности конструкции
Рисоуборочные комбайны создаются на базе зерноуборочных комбайнов, вследствие чего имеют аналогичные им основные узлы и технологический процесс. Как правило, являются самоходными.
Молотильные аппараты большинства рисоуборочных комбайнов — со штифтовым барабаном и подбарабаньем или двухбарабанные с первым штифтовым барабаном, рассчитанные на труднообмолачиваемые метёлки риса с легкоповреждаемыми зерновками. Обмолот растений в них осуществояется при протаскивании в регулируемом зазоре между штифтами барабана и подбарабанья. Применяются также очёсывающие молотильные аппараты, где стебли риса передвигаются вдоль оси барабана боком, а в барабан подаются только метёлки, где при помощи специальных пальцев с них счёсываются зерновки.
Рисоуборочные комбайны, как правило, имеют клавишные соломотрясы, однако с конца XX века стали получать распространение машины с роторными соломотрясами.
Ходовая часть рисоуборочных комбайнов должна обеспечивать высокую проходимость на имеющих низкую несущую способность переувлажнённых рисовых полях, вследствие чего данные машины всегда оснащаются полугусеничным (вместо ведущих колёс устанавливается специальные съёмные гусеничные тележки — полугусеничный ход) либо гусеничным (заменяется вся ходовая часть) движителем.